# Jenynsia alternimaculata
Jenynsia alternimaculata es una especie del género de peces de agua dulce Jenynsia, de la familia Anablepidae en el orden Cyprinodontiformes. Se distribuye en aguas templadas del cono sur de América del Sur.

## Taxonomía
Esta especie fue descrita originalmente en el año 1940 por el zoólogo estadounidense Henry Weed Fowler.
Localidad tipo
- «Monte Bello, Tarija, Bolivia».

## Descripción
Como otras especies de Jenynsia presenta un gonopodio tubular formado principalmente por las 3ª, 6ª, y 7ª aleta anal y por tener en los adultos dientes de oclusión tricúspide en la mandíbula externa.   
El color del cuerpo es gris-verdoso claro; en los lados muestra seis a ocho líneas oscuras y finas o rayas longitudinales punteadas. Las aletas son incoloras. Ambos sexos presentan la misma coloración. La hembra no fertilizada tiene un punto anaranjado situado a la derecha o la izquierda de la aleta anal. El macho mide 5,5 cm, siendo más delgado y pequeño que la hembra.

## Distribución
Jenynsia alternimaculata vive en América del Sur, en el sur de Bolivia, y en el noroeste de la Argentina, donde fue colectada en la provincia de Salta, en el río Lipeo —afluente del río Bermejo—, y en el arroyo Isasmendi, afluente del río Arias-Arenales.